# Boogie Wonderland
«Boogie Wonderland»  (en español, país maravilloso del boogie) es una canción del grupo estadounidense Earth, Wind & Fire acompañados de The Emotions lanzada en 1979. Boogie Wonderland fue escrito por Allee Willis y Jon Lind, e incluyó en el álbum I Am. Es considerado como un clásico de la era disco y alcanzó el puesto # 6 en el Billboard Hot 100 y # 2 en el Hot R & B / Hip-Hop Songs.

## Acogida
«Boogie Wonderland», fue la base para la canción "I'm Alive" de Stretch & Vern Present "Maddog"; la canción alcanzó el # 6 en el Reino Unido en septiembre de 1996.
La banda de rock Girls Against Boys sacó una versión de la canción para la película 200 cigarrillos en 1999.
Una versión de la canción apareció en la serie de televisión de la realidad la competencia de American Idol, durante los últimos minutos del 2 de abril de 2003 episodio. Fue realizada por las 8 finalistas de la temporada 2: Ruben Studdard, Clay Aiken, Kimberley Locke, Canto Del Loco, Trenyce, Rasmusen Carmen, Kimberly Caldwell y Smith Rickey.
Brittany Murphy sacó una versión de la canción para la banda sonora de la película "Happy Feet" en el 2006.

## Uso en otros medios
«Boogie Wonderland» ha aparecido en las películas Billy & Mandy's Big Boogey Adventure, Madagascar, Happy Feet, como se mencionó anteriormente, en Caddyshack y en Intocable. Esta última película, donde fue magistralmente bailada por el coprotagonista Omar Sy, ha tenido 41'5 millones de espectadores, el primer puesto en la taquilla francesa en el año 2011, el tercero en la historia de la taquilla francesa y volvió a poner de moda la canción.
Un remix de la canción fue utilizada también en el juego de arcade Dance Dance Revolution 3rdMIX interpretada por el grupo X-Treme llamada "Wonderland (Uks Mix)", y la versión original apareció más tarde en Hottest Party 3. También se han realizado en diferentes variaciones de la Universidad del Sur de Marching Band, aristócrata de Tennessee de la Universidad Estatal de Bandas, y la marcha 100. La canción también se utiliza en el juego de Australia, Priscilla: el musical.

## Posicionamiento en listas y certificaciones
| Lista (1979)                                   | Mejor posición |
| ---------------------------------------------- | -------------- |
| Alemania (Media Control AG)                    | 25             |
| Australia (Kent Music Report)                  | 6              |
| Bélgica (Flandes) (Ultratop 50)                | 4              |
| Canadá (RPM Top Singles)                       | 11             |
| Estados Unidos (Billboard Hot 100)             | 6              |
| Estados Unidos (Hot R&B/Hip-Hop Songs)         | 2              |
| Estados Unidos (Dance Music/Club Play Singles) | 14             |
| Francia (SNEP)                                 | 2              |
| Irlanda (IRMA)                                 | 5              |
| Italia (FIMI)                                  | 47             |
| Noruega (VG-lista)                             | 2              |
| Nueva Zelanda (Recorded Music NZ)              | 7              |
| Países Bajos (Dutch Top 40)                    | 4              |
| Reino Unido (UK Singles Chart)                 | 4              |
| Suecia (Sverigetopplistan)                     | 7              |

| País           | Organismo certificador | Certificación | Ref.   |
| -------------- | ---------------------- | ------------- | ------ |
| Estados Unidos | RIAA                   | Oro           | [ 15 ] |
| Reino Unido    | BPI                    | Oro           | [ 16 ] |